# Lederer Emanuel
Lederer Emanuel (magyarosan: Léderer Emánuel; más névváltozat: Immanuel Lederer) (Pest-Buda, 1841 – New York, USA, 1917. augusztus 21.) magyar származású amerikai szabadságharcos, kereskedő, színházi menedzser.

## Élete
Az 1850-es években került ki Amerikába. Önkéntesnek jelentkezett az amerikai polgárháborúba az unionisták oldalán. 1861 május 17-én sorozták be közlegénynek a 39. számú New York-i gyalogezred „G” századába. 1861 október 1-jén tizedessé léptették elő, egy hónappal később pedig őrmesterré. 1863 május 31-én áthelyezték a „B” századba, ugyanezen év november 13-tól már alhadnagyi rangban teljesített szolgálatot. Súlyos sebesülése miatt 1864 március 21-én elbocsájtották a hadsereg kötelékéből.
Az amerikai polgárháború befejezése után Chicagóban (Illinois) dolgozott, kereskedelemmel foglalkozott, újságot, dohányt árult. Egyre inkább érdekelni kezdte a színházművészet, színészként, majd főleg színházi menedzserként tevékenykedett New Yorkban és Németországban. Szorgalmazta külföldi színdarabok amerikai színrevitelét. Munkakapcsolatot ápolt a kor egyik meghatározó színházi menedzserével, Augustine Daily-vel (1838-1899). Lederer 1917-ben hunyt el New Yorkban szívbetegségben.

## Magánélete
Nős ember volt, egyik fia W. J. Lederer New York egyik jó nevű orvosa lett.